# ウィリアム・スタンホープ (初代ハリントン伯爵)
初代ハリントン伯爵ウィリアム・スタンホープ（英語: William Stanhope, 1st Earl of Harrington, PC、1683年頃/1690年頃 - 1756年12月8日）は、グレートブリテン王国の政治家、外交官。

## 生涯
エルヴァストンのジョン・スタンホープの息子で、ジョージ1世の時期に活躍した政治家チャールズ・スタンホープの弟である。先祖のサー・ジョン・スタンホープ（1638年没）は初代チェスターフィールド伯爵フィリップ・スタンホープの異母弟だった。

ハリントン伯爵の紋章。

イートン・カレッジで教育を受けた後、従軍してスペイン継承戦争に参戦、第2近衛歩兵連隊の中尉→大尉（1703年）、第3近衛歩兵連隊の大尉→中佐（1710年）、歩兵連隊の大佐（1711年 - 1712年）として参戦した。終戦後も竜騎兵連隊の大佐（1715年 - 1718年）、第13竜騎兵連隊の大佐（1725年 - 1730年）を務め、また1735年に少将に、1739年に中将に、1747年に大将にそれぞれ昇進した。
その後はマドリードへの使節団に加わったり、イギリス代表としてトリノに出向したりして外交畑で活躍した。1720年のハーグ条約でイギリスとスペインが講和すると、スタンホープはイギリス駐スペイン大使に任命され、英西関係が難しい状況にある時期によく務めた。1727年3月に駐スペイン大使を退任した。その後、1727年から1730年まで副宮内長官を務め、1727年5月31日に枢密顧問官に任命された。1729年、イギリス、フランス、スペイン間のセビリア条約の交渉に関与、その貢献により1730年1月にハリントン男爵に叙された。
同年、ウォルポール内閣で第2代タウンゼンド子爵の後任として北部担当国務大臣に就任したが、平和志向のウォルポールと違い、そして国王ジョージ2世と同じく、ポーランド継承戦争で神聖ローマ皇帝カール6世に味方して対仏宣戦しようとした。最終的にはウォルポールの主張が通ったが、ハリントンは1742年にウォルポールが失脚するまで北部担当国務大臣に留まった。その後は枢密院議長に任命され、ハリントンのハリントン伯爵とサリーのピーターシャム子爵に叙された。

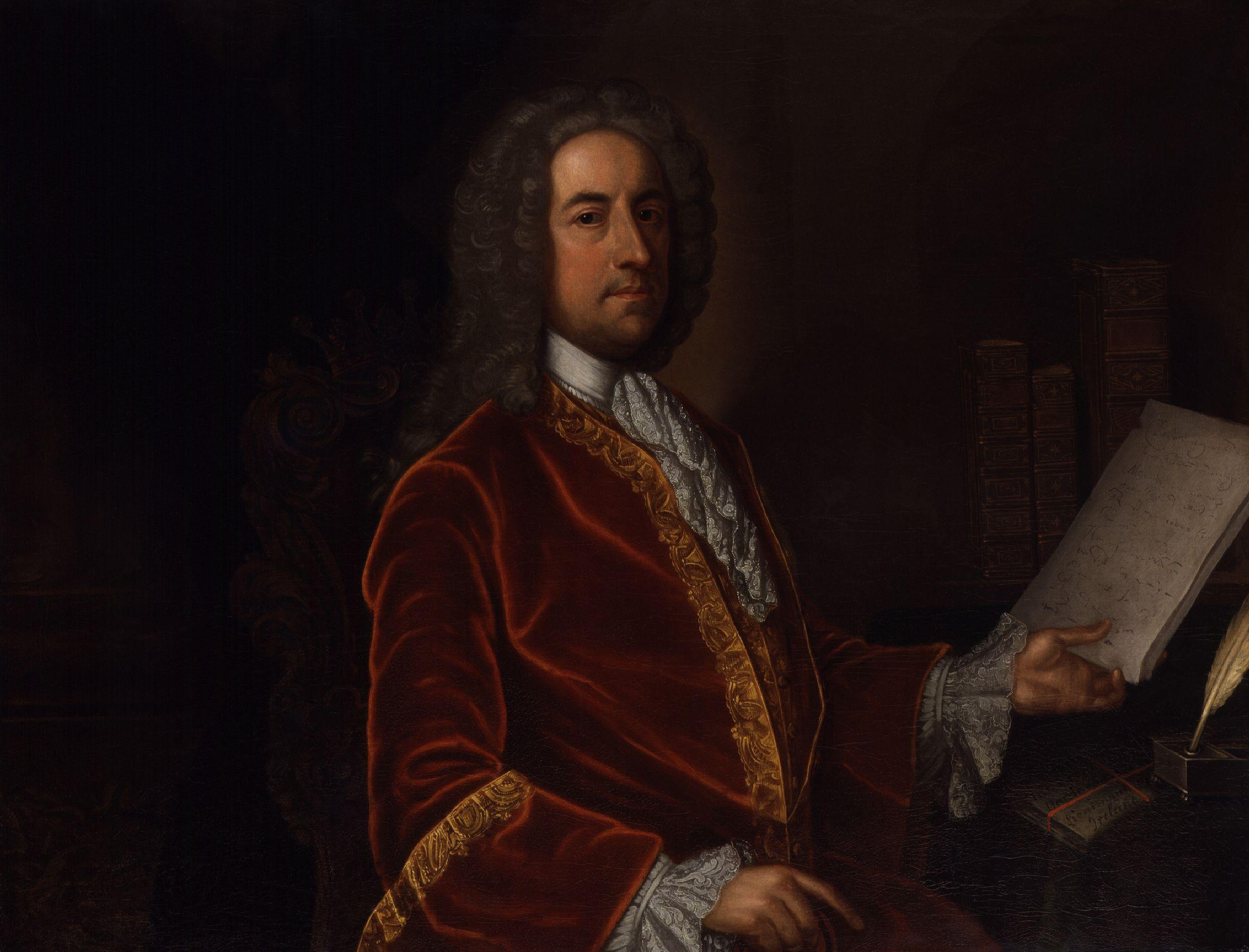
ハリントン伯爵の肖像画、ジェームズ・ウォーズデイル作。

1744年、政治上の盟友であるヘンリー・ペラムと初代ニューカッスル公爵により北部担当国務大臣に戻されたが、国王の寵愛を失って1746年10月に退任した。その後、1747年から1751年までアイルランド総督を務め、1756年12月8日にロンドンで死去した。
1741年、王立協会フェローに選出された。

## 家族
エドワード・グリフィス大佐の娘で相続人であるアン・グリフィスと結婚、双子の子供をもうけた。
- ウィリアム・スタンホープ（1719年12月18日 - 1779年4月1日） - ハリントン伯爵
- トマス・スタンホープ大尉（1719年12月18日 - 1743年1月12日） - ジョージ・ウェード将軍の副官